# زكريا سانوغو
زكريا سانوغو (من مواليد 11 ديسمبر 1996) هو لاعب كرة قدم محترف في بوركينا فاسو يلعب كجناح في نادي أرارات أرمينيا.